# Roland Dickgießer
Roland Dickgießer (Bruchsal, 9 de dezembro de 1960) é um ex-futebolista profissional alemão que atuava como defensor.

## Carreira
Roland Dickgießer se profissionalizou no SV Waldhof Mannheim em 1978, e só atuou pelo clube até 1994.

## Seleção
Roland Dickgießer integrou a Seleção Alemã-Ocidental de Futebol nos Jogos Olímpicos de Verão de 1984, em Los Angeles.